# Dan Gosling
Daniel "Dan" Gosling (født 2. februar 1990 i Brixham, England) er en engelsk fodboldspiller, der spiller som midtbanespiller hos Bournemouth. Han har spillet for klubben siden juli 2014, hvor han kom til fra Newcastle United. Derudover har han tidligere spillet for Everton ogPlymouth Argyle, og har derudover været udlånt til Blackpool.
Gosling blev for alvor kendt i England, da han i Merseyside derbyet mod ærkerivalerne Liverpool F.C. den 4. februar 2009 scorede kampens eneste mål.

## Landshold
Gosling har (pr. november 2013) endnu ikke optrådt for Englands A-landshold, men har spillet adskillige kamp på både U-17, U-18 og U-19 niveau.